# Taffa
Taffa är ett vattendrag i Österrike. Det ligger i förbundslandet Niederösterreich, i den nordöstra delen av landet, 70 km nordväst om huvudstaden Wien.
I omgivningarna runt Taffa växer i huvudsak blandskog. Runt Taffa är det ganska tätbefolkat, med 54 invånare per kvadratkilometer.